# 乙二胺-N,N'-二乙酸
乙二胺-N,N'-二乙酸（缩写EDDA）是一种含氮有机化合物，化学式C2H4(NHCH2CO2H)2，属于氨基多羧酸化合物，常温常压下为白色固体，能作为四齿螯合配体。